# Didcot
Didcot – miasto i civil parish w Wielkiej Brytanii (Anglia) położone w hrabstwie Oxfordshire, w dystrykcie South Oxfordshire, 16 km na południe od Oksfordu. Największe miasto dystryktu South Oxfordshire. W 2011 roku civil parish liczyła 24 416 mieszkańców.

## Historia
Pierwsze wzmianki o miejscowości Dudcotte pojawiły się w XIII-tym wieku. Przez stulecia była to niewielka osada nie przekraczająca 100 mieszkańców. W 1844 roku została otwarta linia kolejowa łącząca Londyn i Bristol. Od tej pory datuje się znaczący rozwój miasta.
Ze względu na swoje strategiczne położenie, na skrzyżowaniu linii kolejowej Bristol-Londyn i Oxford-Southampton w okresie I wojny światowej na obrzeżach miasta powstała składnica wojskowa. Odgrywała ona też ważną rolę w przygotowaniach do lądowania w Normandii w czasie II wojny światowej. Obecnie na miejscu składnicy istnieje strefa przemysłowa Milton Park.
Miasto od czasu zmiany granic hrabstw Berkshire i Oxfordshire w 1974, zostało największym ośrodkiem miejskim południowej części hrabstwa Oxfordshire i przeżywa gwałtowny rozkwit.

## Transport
Didcot jest dużym węzłem kolejowym, z dworcem kolejowym Didcot Parkway, warsztami kolejowymi i muzeum kolejnictwa Didcot Railway Centre. W pobliżu przebiega droga ekspresowa A34, oraz drogi A4130 i A417

## Gospodarka
W pobliżu miasta położona jest elektrownia – Didcot Power Station z charakterystycznymi chłodniami kominowymi widocznymi na kilkadziesiąt kilometrów. Na terenie miasta znajduje się park Southmead Industrial Park, gdzie znajdują się m.in. centra logistyczne sieci sklepów Asda i Tesco. Mają tu również siedziby oddziały firm Bathstore i Ryobi. W okolicy Didcot znajduje się centrum przemysłowe Milton Park, gdzie siedzibę mają m.in. firma komputerowa RM, oddziały DHL, TNT i Bookpoint. W mieście stacjonują jednostki Armii Brytyjskiej.